# Brouqueyran
Brouqueyran (Broqueiran en gascon) est une commune du Sud-Ouest de la France, située dans le département de la Gironde en Nouvelle-Aquitaine.
Ses habitants sont appelés les Brouqueyranéens.

## Géographie

### Localisation
La commune de Brouqueyran est située dans la Haute-Lande-Girondine, sur le Beuve, à 56 km au sud-est de Bordeaux, chef-lieu du département, à 12 km au sud-est de Langon, chef-lieu d'arrondissement et à 3,5 km au sud-ouest d'Auros, ancien chef-lieu de canton.

### Communes limitrophes
Les communes limitrophes en sont Auros au nord-nord-est, Berthez à l'est, Lados au sud-est, Bazas au sud, Cazats au sud-ouest et Coimères à l'ouest-nord-ouest.
| Coimères | Auros       |         |
|          | Brouqueyran | Berthez |
| Cazats   | Bazas       | Lados   |

### Climat
Pour des articles plus généraux, voir Climat de la Nouvelle-Aquitaine et Climat de la Gironde.
Historiquement, la commune est exposée à un climat océanique aquitain.  
En 2020, Météo-France publie une typologie des climats de la France métropolitaine dans laquelle la commune est exposée à un climat océanique et est dans la région climatique  Aquitaine, Gascogne, caractérisée par une pluviométrie abondante au printemps, modérée en automne, un faible ensoleillement au printemps, un été chaud (19,5 °C), des vents faibles, des brouillards fréquents en automne et en hiver et des orages fréquents en été (15 à 20 jours).
Pour la période 1971-2000, la température annuelle moyenne est de 12,8 °C, avec une amplitude thermique annuelle de 15 °C. Le cumul annuel moyen de précipitations est de 845 mm, avec 11,8 jours de précipitations en janvier et 6,7 jours en juillet. Pour la période 1991-2020, la température moyenne annuelle observée sur la station météorologique la plus proche, située sur la commune de Cazats à 3 km à vol d'oiseau, est de 13,7 °C et le cumul annuel moyen de précipitations est de 825,5 mm,. Pour l'avenir, les paramètres climatiques de la commune estimés pour 2050 selon différents scénarios d’émission de gaz à effet de serre sont consultables sur un site dédié publié par Météo-France en novembre 2022.

## Urbanisme

### Typologie
Au 1er janvier 2024, Brouqueyran est catégorisée commune rurale à habitat très dispersé, selon la nouvelle grille communale de densité à sept niveaux définie par l'Insee en 2022.
Elle est située hors unité urbaine et hors attraction des villes,.

### Occupation des sols

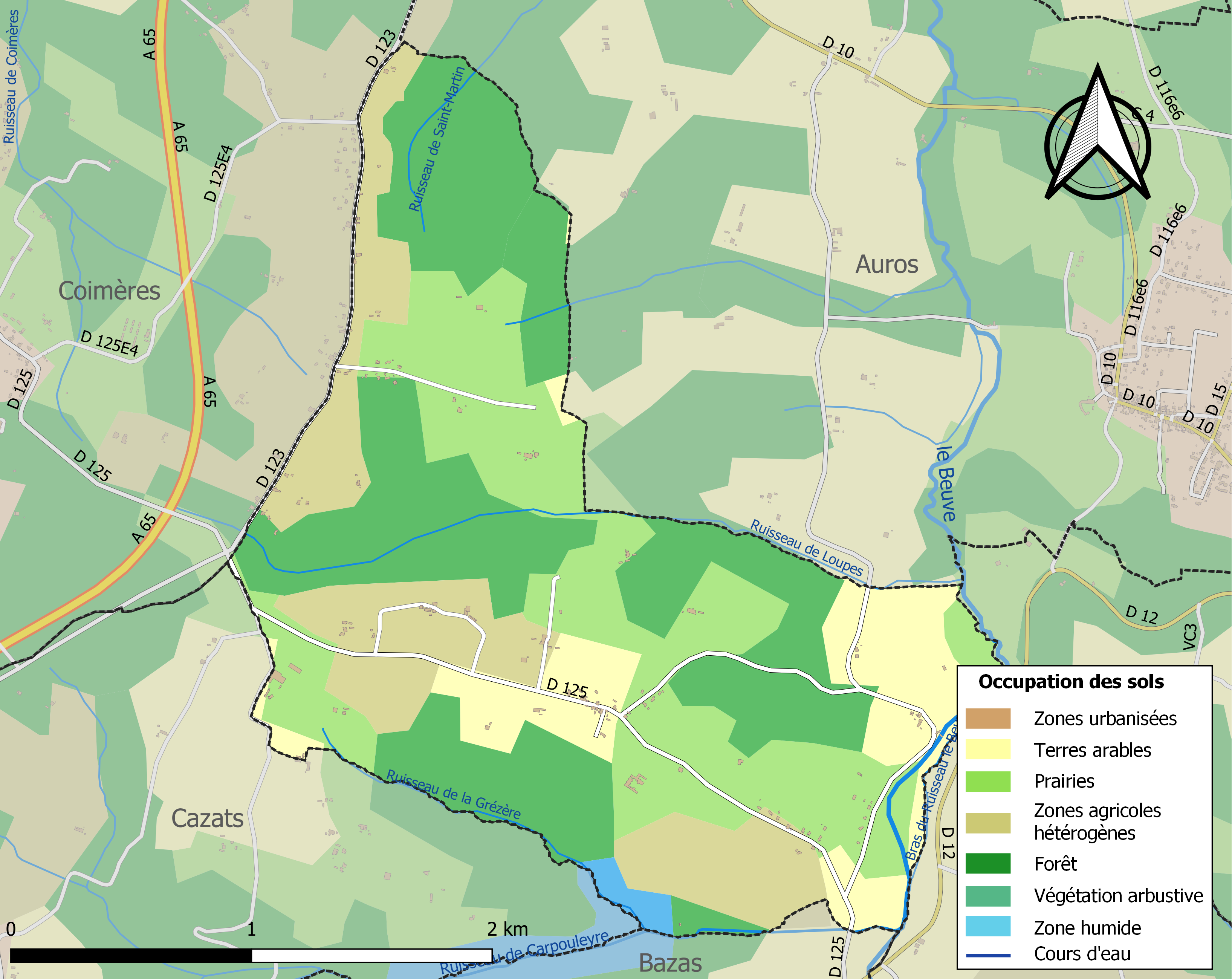
Carte des infrastructures et de l'occupation des sols de la commune en 2018 (CLC).

L'occupation des sols de la commune, telle qu'elle ressort de la base de données européenne d’occupation biophysique des sols Corine Land Cover (CLC), est marquée par l'importance des territoires agricoles (61,1 % en 2018), en diminution par rapport à 1990 (62,7 %). La répartition détaillée en 2018 est la suivante : 
forêts (38 %), prairies (29,2 %), zones agricoles hétérogènes (18,5 %), terres arables (8,9 %), cultures permanentes (4,4 %), eaux continentales (0,9 %). L'évolution de l’occupation des sols de la commune et de ses infrastructures peut être observée sur les différentes représentations cartographiques du territoire : la carte de Cassini (XVIIIe siècle), la carte d'état-major (1820-1866) et les cartes ou photos aériennes de l'IGN pour la période actuelle (1950 à aujourd'hui).

### Voies de communication et transports
La principale voie de communication routière qui traverse le village est la route départementale 125, qui traverse le bourg et mène vers l'ouest à  la route départementale 123 (Castets et Castillon-Bazas) puis à Coimères et vers l'est à la route départementale 12 (La Réole-Auros-Bazas) ainsi que vers Lados.
L'accès  03 Langon à l'autoroute A62 (Bordeaux-Toulouse) se situe à 12 km vers le nord-nord-ouest. Celui de  04 La Réole est à 15 km par Aillas et la départementale 10.

L'accès  Bazas à l'autoroute A65 (Langon-Pau) se situe à 10 km vers le sud-ouest, par Cazats.
La gare SNCF la plus proche est celle de Langon, à 12 km vers le nord-ouest, sur la ligne Bordeaux - Sète du TER Nouvelle-Aquitaine. Celle de La Réole se trouve à 19 km vers le nord-est.

### Risques majeurs
Le territoire de la commune de Brouqueyran est vulnérable à différents aléas naturels : météorologiques (tempête, orage, neige, grand froid, canicule ou sécheresse), inondations et séisme (sismicité très faible). Un site publié par le BRGM permet d'évaluer simplement et rapidement les risques d'un bien localisé soit par son adresse soit par le numéro de sa parcelle.
La commune a été reconnue en état de catastrophe naturelle au titre des dommages causés par les inondations et coulées de boue survenues en 1982, 1999, 2009 et 2020,.

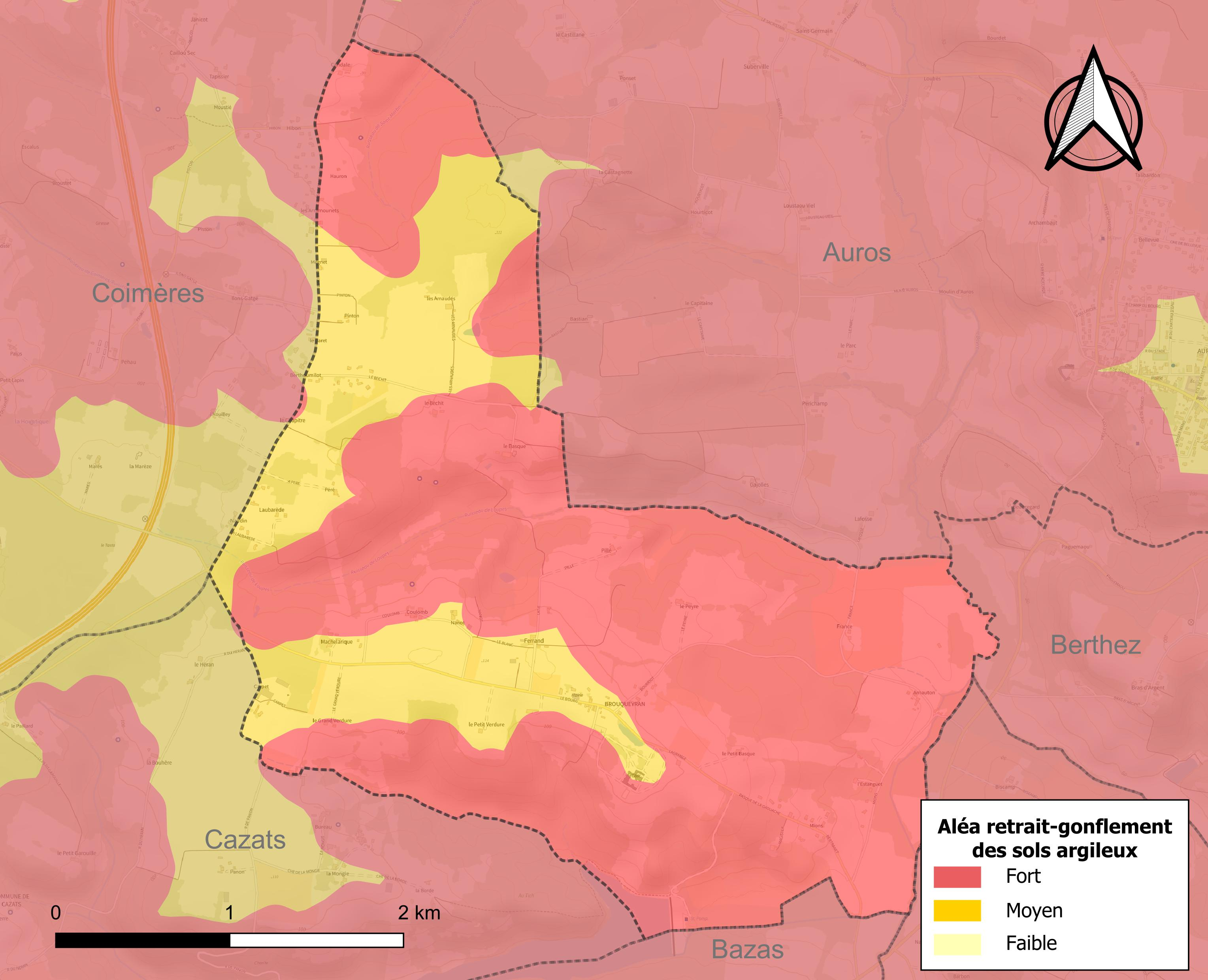
Carte des zones d'aléa retrait-gonflement des sols argileux de Brouqueyran.

Le retrait-gonflement des sols argileux est susceptible d'engendrer des dommages importants aux bâtiments en cas d’alternance de périodes de sécheresse et de pluie. La totalité de la commune est en aléa moyen ou fort (67,4 % au niveau départemental et 48,5 % au niveau national). Sur les 86 bâtiments dénombrés sur la commune en 2019, 86 sont en aléa moyen ou fort, soit 100 %, à comparer aux 84 % au niveau départemental et 54 % au niveau national. Une cartographie de l'exposition du territoire national au retrait gonflement des sols argileux est disponible sur le site du BRGM,.
Par ailleurs, afin de mieux appréhender le risque d’affaissement de terrain, l'inventaire national des cavités souterraines permet de localiser celles situées sur la commune.
Concernant les mouvements de terrains, la commune a été reconnue en état de catastrophe naturelle au titre des dommages causés par la sécheresse en 2011, 2015 et 2017 et par des mouvements de terrain en 1999.

## Histoire
En 1763, l'abbé Expilly présente le village ainsi :
« Brouqueyran, dans le Condomois en Gascogne, Diocèse & Election de Condom, Parlement & Intendance de Bordeaux, Jurisdiction de la Prévôté de Condom. On y compte 56 feux. Cette Paroisse est située dans une contrée assez fertile, principalement en grains. ». Il n'est pas certain que l'abbé Jean-Joseph Expilly ait toujours vérifié ses affirmations, si du moins la mention susdite concerne ce Brouqueyran. La situation géographique le fait supposer, le diocèse de Condom commençant notoirement au-delà de Bouglon, et Brouqueyran est en réalité dans le diocèse de Bazas, plus précisément dans l'archiprêtré de Cuilleron.
À la Révolution, la paroisse Saint-Pierre de Brouqueyran forme la commune de Brouqueyran.

## Politique et administration
| Période                                  | Période  | Identité          | Étiquette | Qualité       |
| ---------------------------------------- | -------- | ----------------- | --------- | ------------- |
| avant 1941                               | ?        | Jules Saphore     |           |               |
|                                          |          |                   |           |               |
| mars 2001                                | En cours | Jean-Louis Saumon |           | Fonctionnaire |
| Les données manquantes sont à compléter. |          |                   |           |               |

### Communauté de communes
Le 1er janvier 2014, la communauté de communes du Pays d'Auros ayant été supprimée, la commune de Brouqueyran s'est retrouvée intégrée à la communauté de communes du Réolais en Sud Gironde siégeant à La Réole.

## Démographie
| 1793 | 1800 | 1806 | 1821 | 1831 | 1836 | 1841 | 1846 | 1851 |
| ---- | ---- | ---- | ---- | ---- | ---- | ---- | ---- | ---- |
| 290  | 279  | 284  | 310  | 315  | 326  | 265  | 267  | 266  |

| 1856 | 1861 | 1866 | 1872 | 1876 | 1881 | 1886 | 1891 | 1896 |
| ---- | ---- | ---- | ---- | ---- | ---- | ---- | ---- | ---- |
| 266  | 267  | 260  | 280  | 251  | 267  | 243  | 240  | 242  |

| 1901 | 1906 | 1911 | 1921 | 1926 | 1931 | 1936 | 1946 | 1954 |
| ---- | ---- | ---- | ---- | ---- | ---- | ---- | ---- | ---- |
| 238  | 228  | 210  | 179  | 175  | 164  | 190  | 137  | 150  |

| 1962 | 1968 | 1975 | 1982 | 1990 | 1999 | 2005 | 2006 | 2010 |
| ---- | ---- | ---- | ---- | ---- | ---- | ---- | ---- | ---- |
| 140  | 140  | 144  | 122  | 136  | 148  | 172  | 180  | 207  |

| 2015 | 2020 | 2022 | - | - | - | - | - | - |
| ---- | ---- | ---- | - | - | - | - | - | - |
| 198  | 206  | 199  | - | - | - | - | - | - |

## Culture locale et patrimoine

### Lieux et monuments
- Le château du Mirail est une propriété privée et ne peut être visité. Sa tour sud-ouest abrite une chapelle aux façades, toitures et décor remarquables ainsi qu'une cheminée ornée d'un relief sculpté figurant le Reniement de Saint-Pierre. L'ensemble a été classé monument historique par arrêté en 1990[28],[29].
- L'église Saint-Pierre-ès-Liens, dans le bourg, date du XIIe siècle.

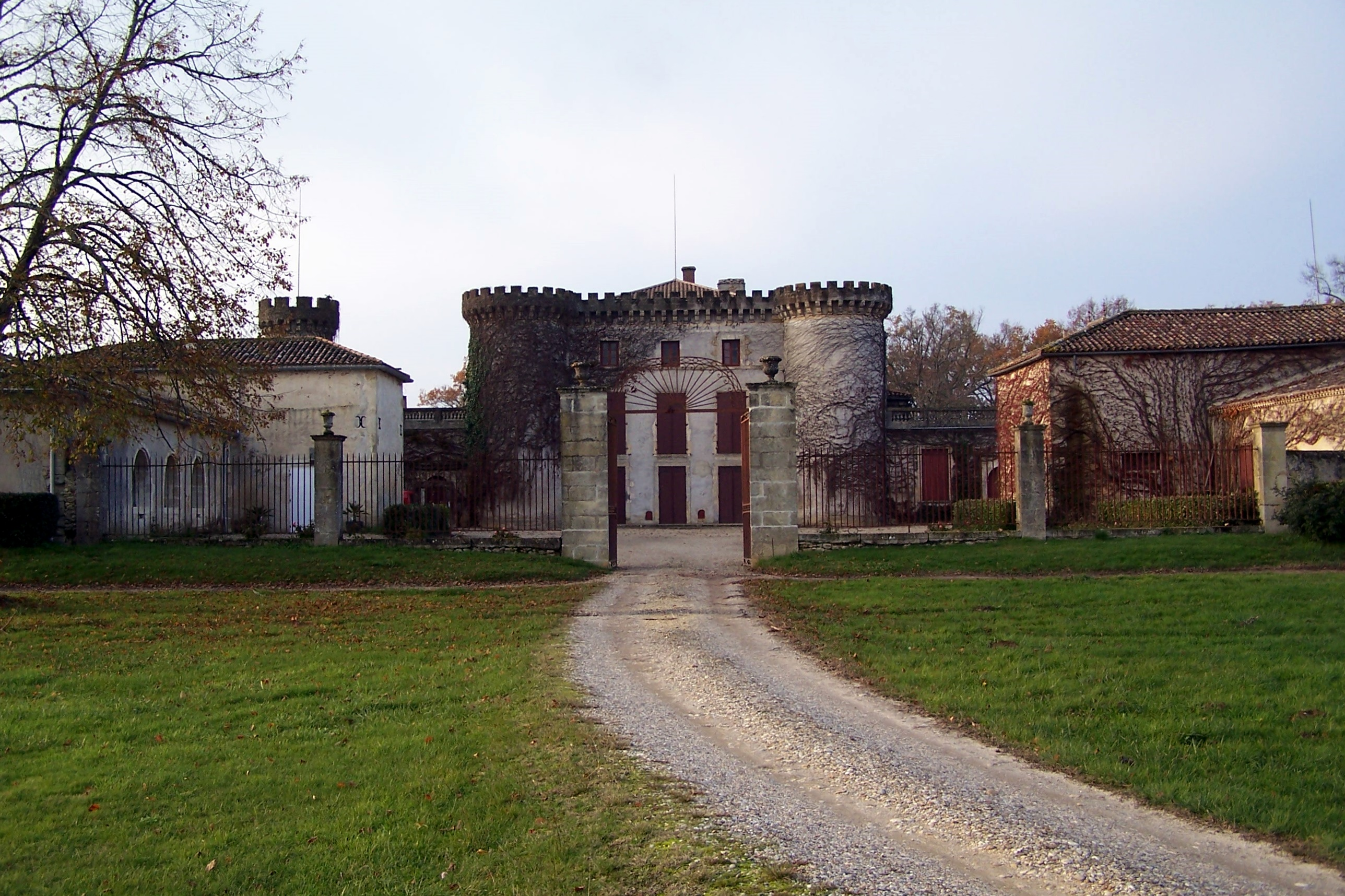
Le château du Mirail (déc. 2010).
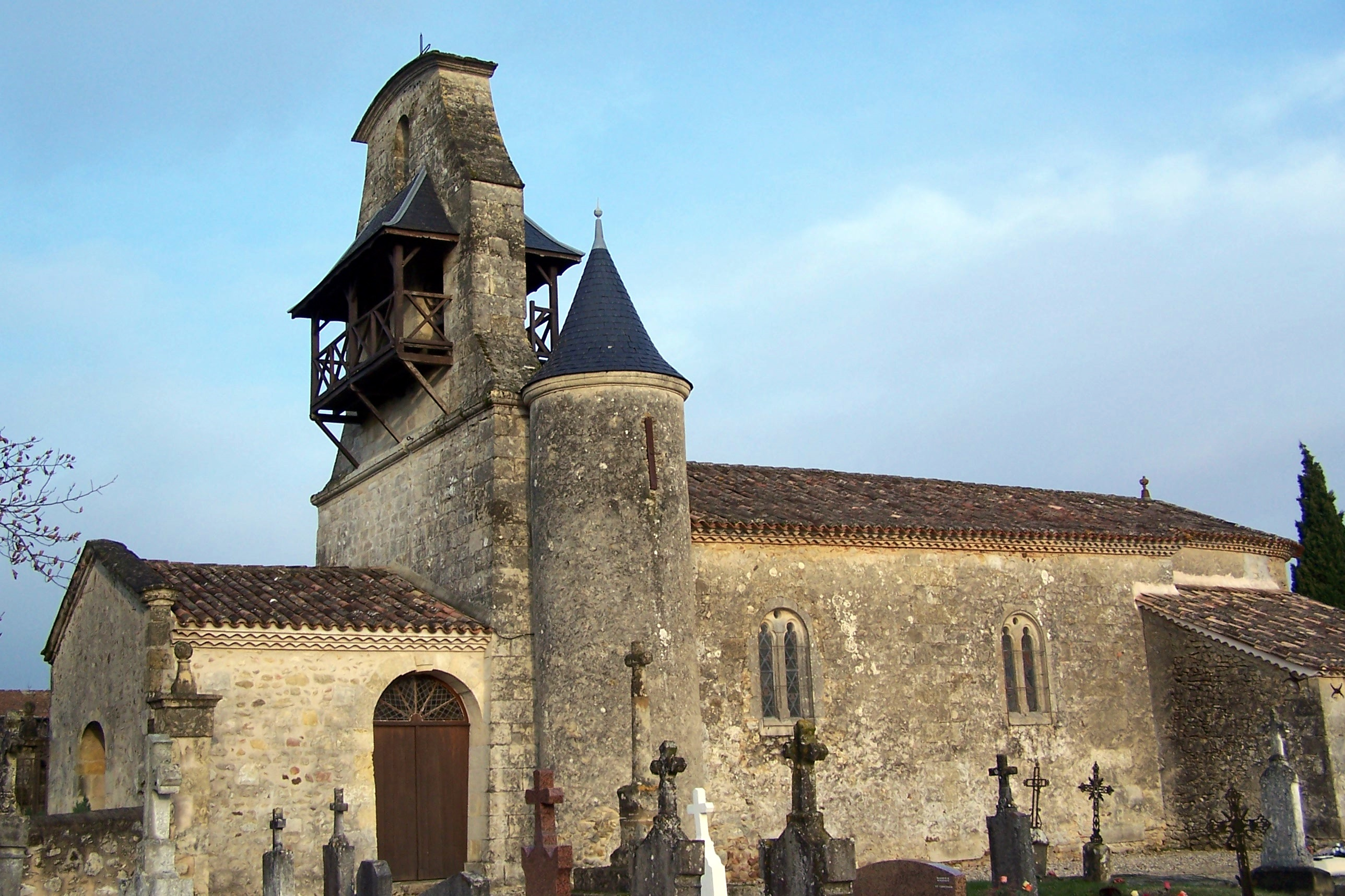
L'église Saint-Pierre-ès-Liens (déc. 2010).
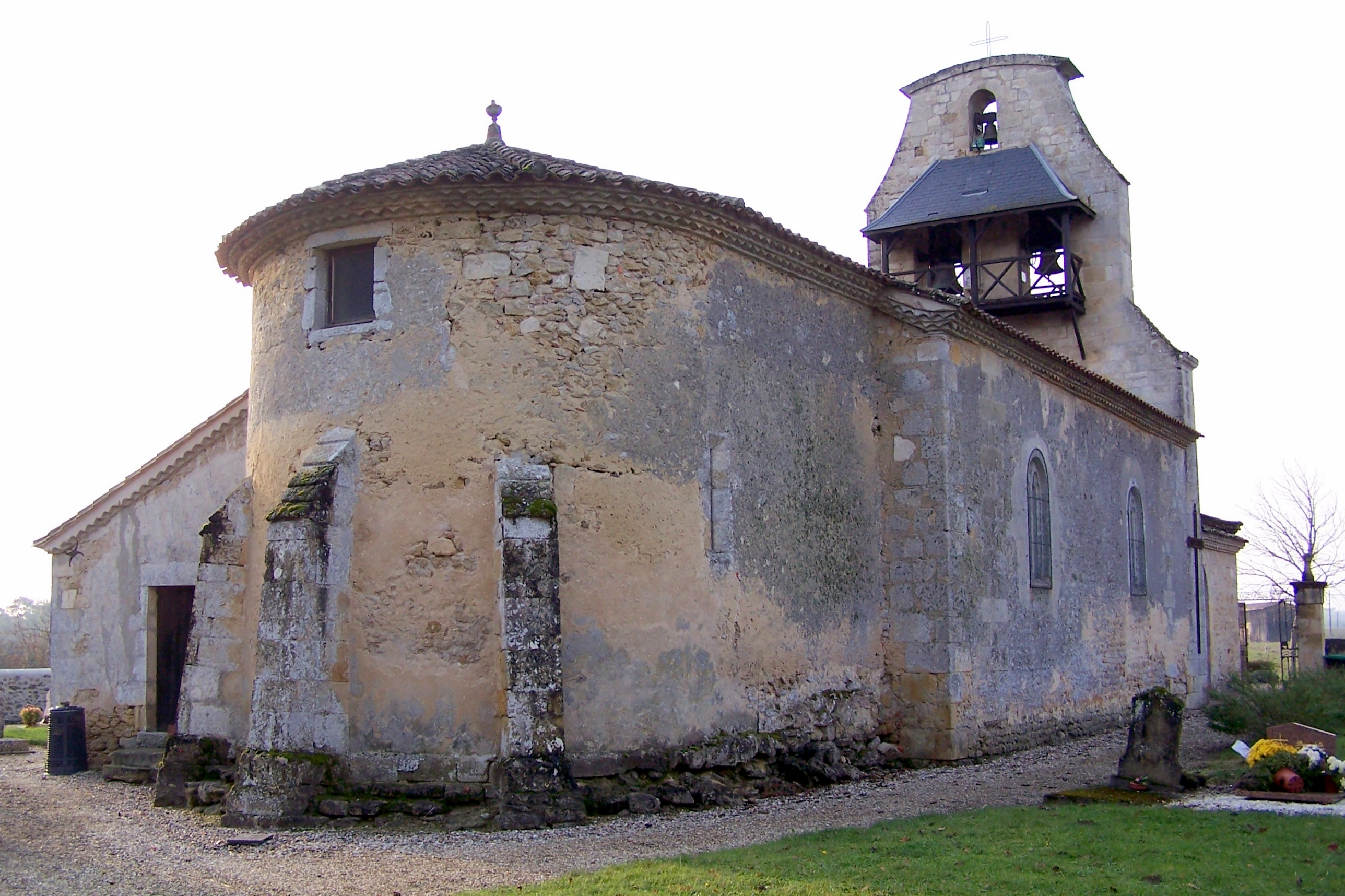
Le chevet de l'église (déc. 2010).
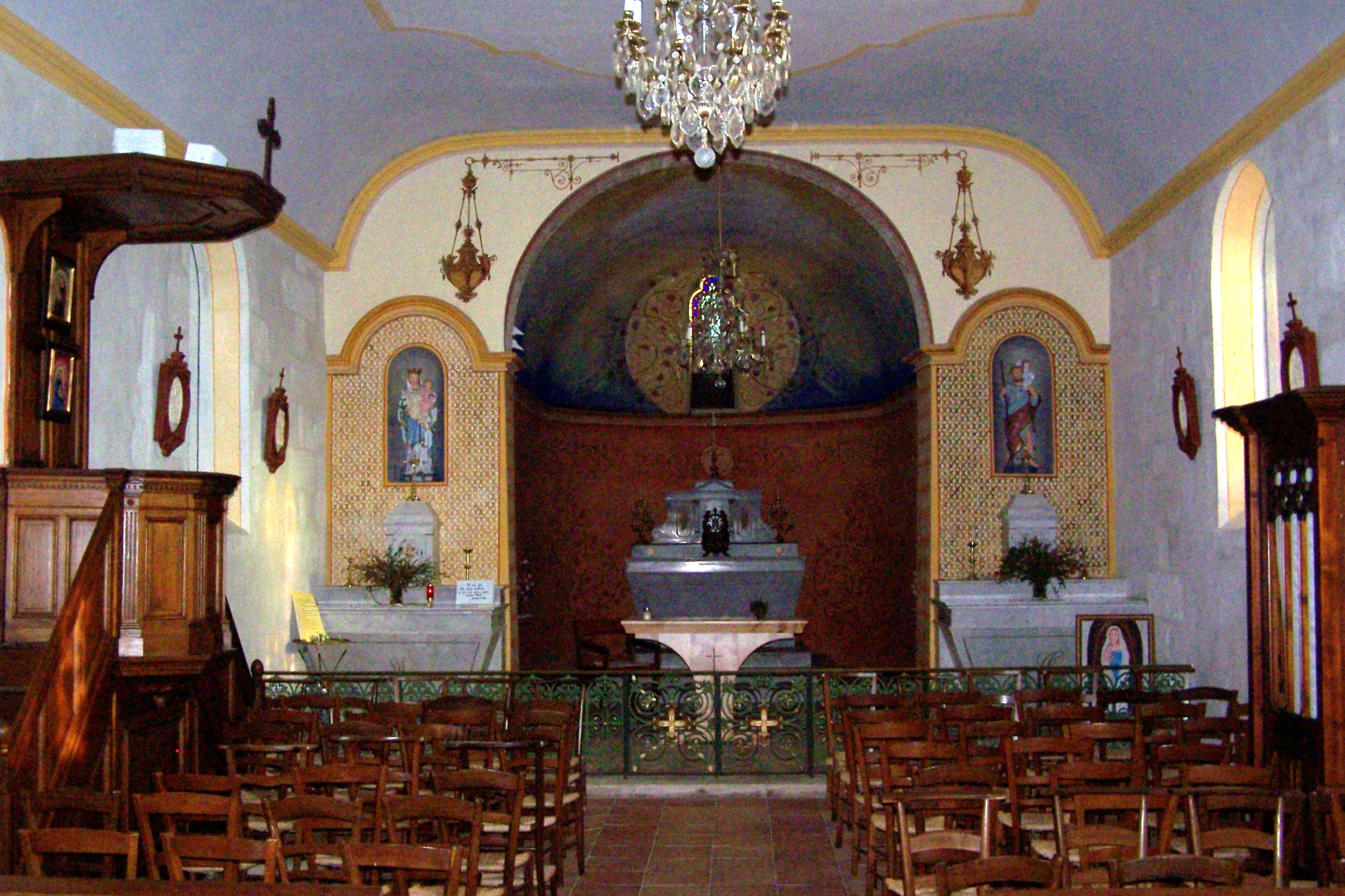
Le chœur de l'église (déc. 2010).
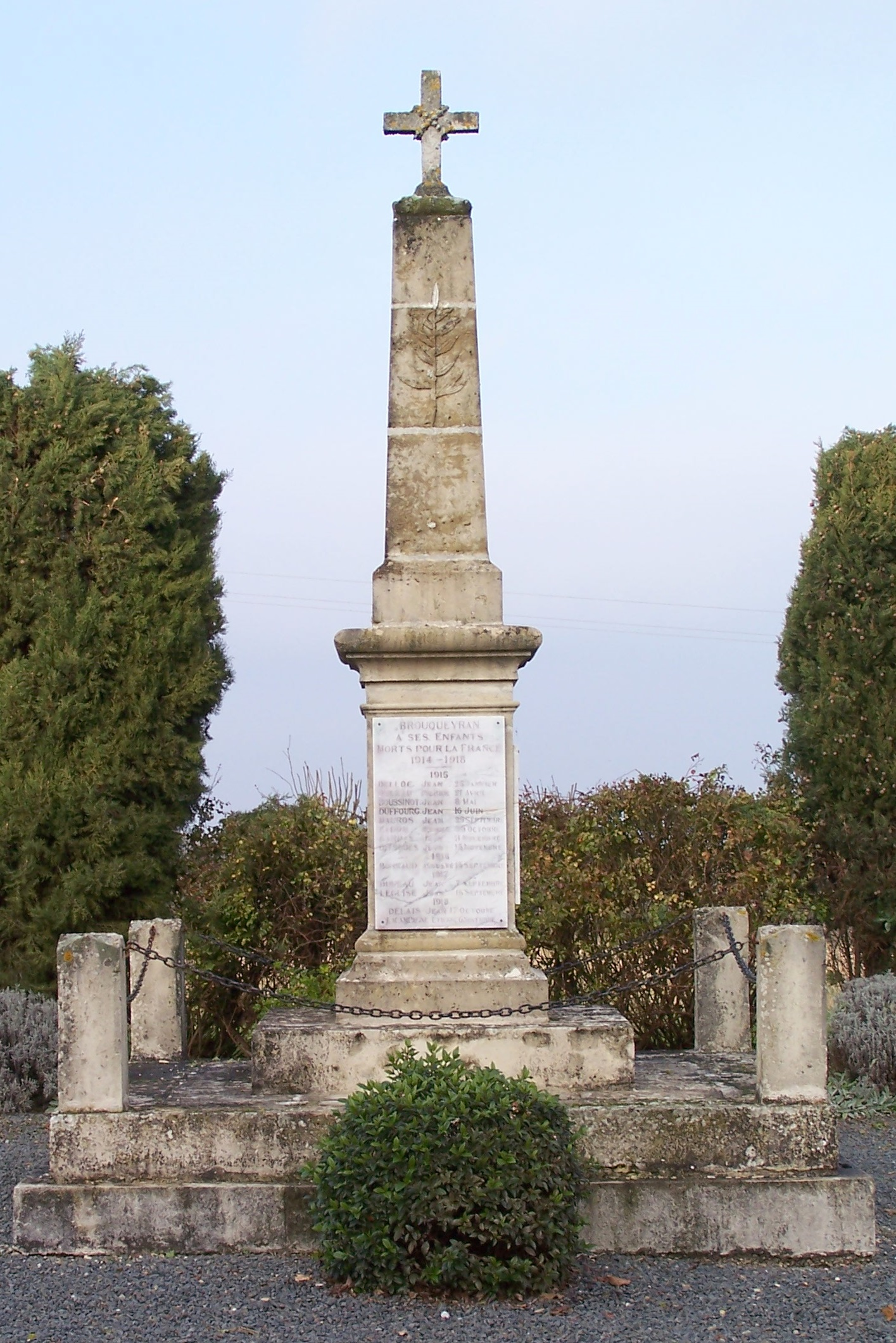
Le monument aux morts (déc. 2010).

### Héraldique
| Blason de Brouqueyran | Blason  | Tiercé en pairle renversé : au 1er de gueules à deux clés d'or passées en sautoir, les anneaux liés par une chaîne du même, au 2e d'argent à une branche de bruyère au naturel, au 3e d'azur à un lion d'or.                                                                                              |
| Blason de Brouqueyran | Détails | Les clés sont attributs de saint Pierre, patron de la paroisse. La bruyère, en gascon « bruquèra », aurait donné son nom à la commune. Enfin, le lion est celui de la Gascogne mais est également aux armes de la famille de Marbotin, anciens seigneurs du château du Mirail. Adopté le 12 juillet 2023. |